# N562 (België)
De N562 is een gewestweg in België tussen Lobbes en Rouveroy (N40). De weg heeft een lengte van ongeveer 16 kilometer.
De weg heeft twee rijstroken in beide rijrichtingen samen, maar heeft vrijwel nergens middenbelijning.

## Plaatsen langs N562
- Lobbes
- Bienne-lez-Happart
- Merbes-Sainte-Marie
- Peissant
- Croix-lez-Rouveroy
- Rouveroy

## N562a
De N562a is een aftakking van de N562 in de buurt van Lobbes. De weg heeft een lengte van ongeveer 1,2 kilometer en draagt de naam Rue du Pont Jaupart.